# All Together Now (película)
All Together Now –en español: «Todos juntos ahora»– es un largometraje documental que narra la realización del proyecto que The Beatles y Cirque du Soleil colaboraron en conjunto, Love. El filme detalla la historia de la única amistad entre The Beatles y Cirque du Soleil que tuvo como resultado la creación y presentación del espectáculo Love y el álbum ganador del Grammy dos ocasiones del mismo nombre. La cinta está dedicada a la memoria de Neil Aspinall, un ex-asistente de la banda y jefe de Apple Corps. El DVD de la película fue lanzado el 20 de octubre de 2008.